# 紀効新書
紀效新書（きこうしんしょ）は、明の武将、戚継光が著した兵書。

## 概要
嘉靖39年（1560年）に初版され、これを十八巻本という。また、後に手を加え万暦16年（1588年）に出版されたものを、十四巻本という。十四巻本は、嘉靖40年（1561年）に倭寇との戦場で入手した、『陰流之目録』を載せていることで知られる。
簡明・明快な著述で、戦略、武器及び徒手での格闘、兵員の選抜、訓練、武器、陣法、軍律、行軍、旅営、兵法など多方面に及ぶ。倭寇の討伐などに従った戚継光の生涯の戦事に関する心得が記されている。実際の対倭寇戦術として、刀を払うための狼筅と、六人一組で敵に当る戦法は、大きな功績を挙げたという。